# Boernerowo
Boernerowo là một khu phố trong quận Bemowo của Warsaw, Ba Lan. Ban đầu, vị trí này bị chiếm đóng bởi một ngôi làng nhỏ tên là Babice, với một pháo đài cùng tên nằm ở trung tâm của nó. Đầu những năm 1920, khu vực xung quanh pháo đài đã được nhà nước Ba Lan mua lại và năm 1922, Bộ Bưu chính và Điện báo đã bắt đầu xây dựng Đài phát thanh xuyên Đại Tây Dương ở đây. Do diện tích của đài phát thanh này không sử dụng hết toàn bộ khu đất này, năm 1932, Bộ trưởng Ignacy Boerner đã ra lệnh xây dựng một khu nhà ở để làm nơi cư trú cho công nhân của đài phát thanh, cũng như những người khác làm việc trong ngành truyền thông ở thành phố Warsaw gần đó. Khu định cư phát triển và vào năm 1936, nó được đặt theo tên của người sáng lập.
Sau Chiến tranh thế giới thứ II, khu vực đã được Quân đội Ba Lan tiếp quản, người đã xây dựng ở đó Sân bay Babice để thay thế Sân bay Bielany bị phá hủy, và một khu liên hợp đại học lớn của Học viện Kỹ thuật Quân sự. Năm 1951, khu vực này được sáp nhập vào quận Wola và sau đó vào năm 1994 thành quận Bemowo.